# خديجة أصلان
خديجة أصلان (بالتركية: Hatice Aslan)‏ (اسمها السابق: خديجة أصلان كاليلي) (ولدت في 20 فبراير عام 1962 في مدينة سيواس) ممثلة تركية. تٌشتهر خديجة أصلان بأدوارها في مسلسلات مثل " هوانم فيرهوندا و أخر شعور للأب وتٌشتهر أيضاً بدورها في فيلم بعنوان " ثلاثة قرود " حيث أخرجه نوري بيلجي جيلان.
درست عائشة أصلان في مدرسة سيواس الثانوية. وتخرجت من المعهد الموسيقي للدولة بجامعة أنقرة في عام 1983. وفي عام 1986 دخلت عائشة أصلان مسرح الدولة بإزمير وأصبحت ممثلة محترفة. ثم بعد ذلك شغلت خديجة أصلان منصباً في مسرح الدولة بأنقرة. وقد جسدت خديجة أصلان شخصة نجلاء الابنة الأرطنسية للعائلة وذلك في مسلسل «هوانم فيرهوندا» حيث أنه قد مثل به ممثلي مسرح الدولة وفقد أهميته في أنقرة في هذه الفترة. ثم بعد ذلك انتقلت خديجة أصلان إلى مسرح الدولة بإسطنبول ومثلت في مسلسل أخر شعور للأب بالجزء الخامس عقب مسلسلات مثل «حريم السلطان، والثلج الملون». وقد مثلت خديجة أصلان في مسرحيات مثل «الخالدون، وماذا فعل لك الرجل الصغير، وكاراجا أوغلان والمفتش». وقد مثلت خديجة أصلان بشخصية زمرد تاشكيران في مسلسل بعنوان «آخر عصر للنبات الخزامي».
جسدت خديجة أصلان شخصية هاجر شخصية الخمس سيدات وذلك في فيلم «ثلاثة قرود» حيث أنه الفيلم الروائي الطويل الرابع لنوري بيلجي جيلان. وكان هذا الفيلم هو أول فيلم سينمائي. وقد اختار إبرو جيلان الممثلة خديجة أصلان في نهاية البحث الذي أجٌري بين الممثلين المحترفيين والهواة من أجل هذا الدور.

## بعضالمسرحياتالتي مثلتها
•	الفاحشة (مسرحية): سيمون ستيفنس – مسرح دوت – 2009
•	الخالدون: مليح جودت أنداي – مسرح الدولة بإسطنبول – 2005
•	كايجوسوز عبدال: سفجي سويسال - مسرح الدولة بإسطنبول – 2002
•	ماذا فعل لك الرجل الصغير: هانس فاللادا - مسرح الدولة بإسطنبول – 2000
•	وحيد القرن (مسرحية): أوجين يونسكو – مسرح الدولة بأنقرة – 1999
•	لعبة العزيز: عزيز نسين – مسرح الدولة بأنقرة – 1995
•	حرب الأب: ياكوفوس كامبانيليس – مسرح الدولة بأنقرة – 1994
•	ألتينداغ نشوة الحزن: يشار سايمن \ آدم عطار – مسرح الدولة بأنقرة – 1992
•	الغسيل: دي. دورفين \ ه. بريفيست - مسرح الدولة بأنقرة – 1991
•	قائلا بسبب الوطن: نجاتي جمعالي - مسرح الدولة بأنقرة – 1990
•	باباروس خير الدين (مسرحية): فاضل حياتي تشوبانلي أوغلو - مسرح الدولة بأنقرة – 1990
•	ثمل مع البخشخشة: إرجون ساف – مسرح الدولة بإزمير – 1989
•	حلم ليلة منتصف الصيف: وليم شكسبير – مسرح الدولة بإزمير – 1989
•	الزوج البكم للزوجة المحتالة: خلدون تانر - مسرح الدولة بإزمير 1988
•	دلوين من الماء: أيه. أي. جريديانوس - مسرح الدولة بإزمير – 1988
•	الغيور (مسرحية): رجب بلجين - مسرح الدولة بإزمير – 1987
•	الصديق: ساندي ويلسون - مسرح الدولة بإزمير – 1987
•	ليحيا المسرح: سونمز أتاسوي – مسرح الدولة بأنقرة – 1985
•	عزيزي عثمان (مسرحية): طارق بوغرا – مسرح الدولة بأنقرة – 1984
•	كاراجا أوغلان: دينتشر سومر – مسرح الدولة بأنقرة – 1983
•	جمال السهل: نزيحة أراز – مسرح الدولة بأنقرة – 1983

## فيلموغرافي
•	الجسم (2012)
•	عصر الخزامي، 2010 – 2013 – زمرد تاشكيران
•	درب التبانة، 2010 – بلقيس
•	ثلاثة قرود، 2008 – هاجر
•	مطربة الزفاف، 2008 ، شكران
•	بايرام باشا: لن أبقى أكثر من ذلك، 2007
•	البنفسجي القتالية، 2003 – بلين
•	أيه. جي. أيه، 2003
•	حريم السلطان، 2003 – ماهيديفران سلطان
•	الثلج الملون، 2002 – ليلى
•	آخر شعور للأب، 2002 – هوليا
•	هوانم فيرهوندا، 1993 – نجلاء
•	الفأس المجنون، 1993 – روزا
•	أحلام أليف، 1992

### مسلسلات
- ليلى 2011

## الجوائز
•	جائزة أفضل ممثلة بمهرجان أفلام كوزا الذهبي الثامن عشر عن فيلم (الجسد)
•	جائزة أفضل ممثلة بجوائز يشيلتشام الثاني عن فيلم (ثلاثة قرود)
•	جائزة أفضل ممثلة بمهرجان ريفر رون السينمائي الدولي السابع عن فيلم (ثلاثة قرود)
•	جائزة أفضل ممثلة بجوائز سياد للسينما التركية الواحد والأربعون عن فيلم (ثلاثة قرود)

## وصلات خارجية
- خديجة أصلان على موقع IMDb (الإنجليزية)
- خديجة أصلان على موقع قاعدة بيانات الأفلام العربية
- خديجة أصلان على موقع ألو سيني (الفرنسية)
- خديجة أصلان على موقع أول موفي (الإنجليزية)
- خديجة أصلان على موقع قاعدة بيانات الأفلام السويدية (السويدية)
- خديجة أصلان على موقع قاعدة بيانات الفيلم (الإنجليزية)
- خديجة أصلان على موقع كينوبويسك (الروسية)

•	خديجة أصلان في السينما التركية [التركية]
•	خديجة أصلان في قاعدة البيانات على الإنترنت
•	روت خديجة أصلان قصة «السجادة الحمراء» - Aktifhaber.com, 21.5.2008.